# ADR

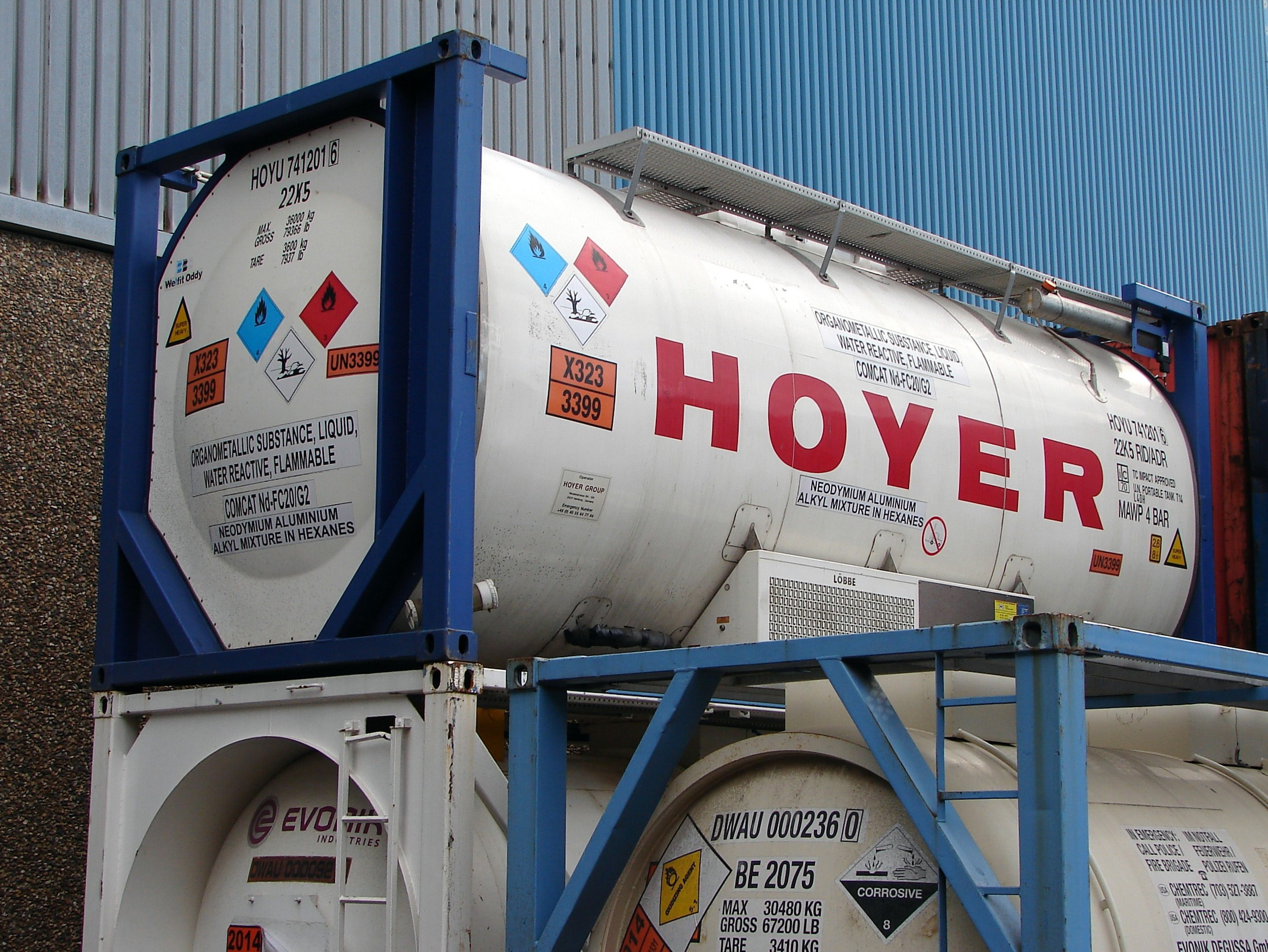
Exempel på en Tankcontainer som man transporterar farligt gods med.

ADR är ett Europa-gemensamt regelverk för transport av farligt gods på väg. Den svenska versionen av regelverket heter ADR-S och ges ut av Myndigheten för samhällsskydd och beredskap (MSB). Innan MSB bildades 1 januari 2009 gavs ADR-S ut av Räddningsverket.
ADR är en förkortning för Accord Européen Relatif au Transport International des Marchandises Dangereuses par Route på franska eller European Agreement Concerning the International Carriage of Dangerous Goods by Road på engelska.

## Symboler

Explosivt
Inert gas
Brandfarlig vätska eller gas
Brandfarligt fast ämne
Fara för självantändning
Utvecklar brandfarlig gas vid kontakt med vatten
Oxiderande ämne.
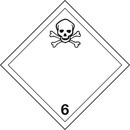
Giftigt ämne
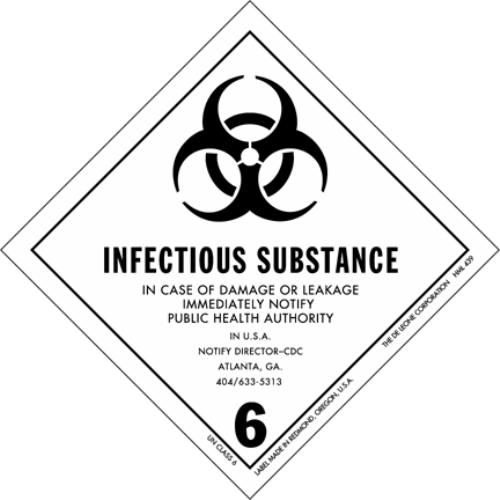
Varning för smitta
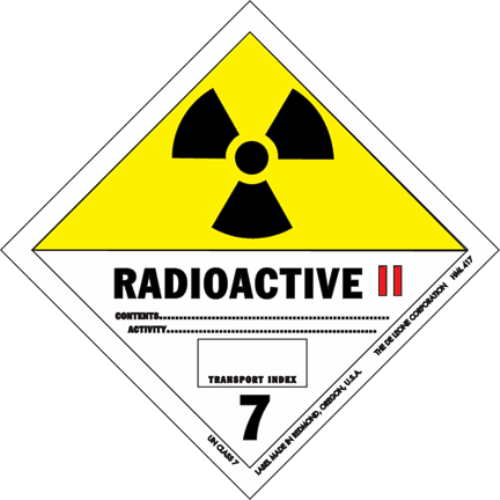
Radioaktivt ämne
Frätande ämne
Övriga farliga ämnen och föremål